# Ikuma Sekigawa
Ikuma Sekigawa (関川 郁万, Sekigawa Ikuma), né le 13 septembre 2000 à Tokyo au Japon, est un footballeur japonais évoluant au poste de défenseur central au Kashima Antlers.

## Biographie

### Kashima Antlers
Né à Tokyo au Japon, Ikuma Sekigawa étudie au RKU Kashiwa HS avant de rejoindre le Kashima Antlers en 2019. Le transfert est annoncé dès le mois de mai 2018. 
Sekigawa fait ses débuts en professionnel le 24 avril 2019, lors d'un match de Ligue des champions de l'AFC contre le Gyeongnam FC. Il est titularisé lors de cette rencontre perdue par les siens sur le score de un but à zéro,. 
Sekigawa joue sa première rencontre de J1 League le 23 février 2020 contre le Sanfrecce Hiroshima. Il est titularisé mais son équipe s'incline sur le score de trois buts à zéro,.
Le 3 avril 2021, Sekigawa inscrit son premier but en professionnel lors d'une rencontre de championnat contre Urawa Red Diamonds. Titulaire, il égalise de la tête mais son équipe s'incline finalement par deux buts à un,.
Devenu un titulaire régulier, Sekigawa atteint les 100 matchs pour Kashima Antlers au cours de la saison 2023.

### En sélection
En avril 2019, Ikuma Sekigawa est appelé pour la première fois en sélection pour un camp d'entraînement avec l'équipe du Japon des moins de 20 ans, où il remplace notamment Ryotaro Tsunoda (en) dans la liste initiale.